# Красноярское (Курганская область)
Красноярское — деревня в Щучанском районе Курганской области. Входит в состав Белоярского сельсовет.
Деревня находится на берегу реки Миасс.
В деревне находится Пятницкая церковь.

## История
До 1917 года входила в состав Белоярской волости Челябинского уезда Оренбургской губернии. По данным на 1926 год село Красноярское состояло из 417 хозяйств. В административном отношении являлось центром Красноярского сельсовета Миасского района Челябинского округа Уральской области.

## Население
| 1989 | 2002 | 2010 |
| ---- | ---- | ---- |
| 292  | ↘225 | →225 |

По данным переписи 1926 года в селе проживало 1940 человек (930 мужчин и 1010 женщин), в том числе: русские составляли 98 % населения.